# Tephroseris changii
Tephroseris changii là một loài thực vật có hoa trong họ Cúc. Loài này được B.Nord. miêu tả khoa học đầu tiên năm 1978.